# Wireless tools for Linux
Wireless tools for Linux (Herramientas inalámbricas para Linux) es una colección de utilidades de espacio de usuario escritos para sistemas operativos basados en el núcleo Linux para apoyar y facilitar la configuración de los controladores de dispositivos de los controladores de interfaz de red inalámbricas (wireless network interface controllers) y algunos aspectos relacionados con la creación de redes mediante la Linux Wireless Extensio (Extensión Inalámbrica de Linux). Las herramientas inalámbricas para Linux y las  Linux Wireless Extension se mantienen por Jean Tourrilhes y el patrocinio de Hewlett-Packard.